# 이민선 (1548년)
이민선(李敏善, 1548년 10월 7일~1626년 5월 9일)은 조선 중, 후기의 문신, 학자이다. 자(字)는 계진(季進) 또는 수진(秀進), 호는 북봉(北峯), 본관은 벽진(碧珍)이다. 선산 출신.
1582년 생원시에 합격하고 1594년 관학의 천거로 1594년(선조 27) 선공감 감역이 되었으며,  1595년(선조 28) 사복시 주부를 거쳐 1596년(선조 29) 비안현감(比安縣監)으로 나갔다. 1601년(선조 34) 10월 27일 강음 현감(江陰縣監)에 부임했다가 1604년 체직되었다. 1608년(선조 41) 선조대왕국장도감 낭청(宣祖大王國葬都監郞廳)으로 특별 임명되고 1613년(광해군 5) 의영고 주부(義盈庫主簿), 그해 7월 양천 현령(陽川縣令)으로 부임했다가 2년 만에 해임되다. 1616년(광해군 8) 경북 선산으로 낙향해 우거하였다. 사후 증 병조참판에 추증되었다. 우암 송시열의 장인 이덕사(李德泗)의 외삼촌이다.

## 생애
1548년 10월 7일 경상북도 선산군 출신으로 고조부는 조선 초 지중추부사를 지낸  평정공(平靖公) 이약동(約東)이고, 증조부는 통덕랑 행 형조좌랑 소원(紹元)이고, 할아버지는 무공랑 전옥서 참봉(典獄署參奉)을 지내고 사후 증 통훈대부 통례원좌통례와 증 통정대부 승정원 좌승지에 추증된 유번(有蕃)이며 아버지는 통훈대부 행 덕천군수(德川郡守)를 지내고 증 통정대부 승정원좌승지와 증 가선대부 병조참판에 추증된 석명(碩明)이고, 어머니는 진주 하씨(晉州河氏)로 통덕랑 건원릉 참봉(健元陵參奉) 계운(繼雲)의 딸이며 문효공(文孝公) 하연(河演)의 후손이다. 자(字)는 계진(季進), 호는 북봉(北峯)이다.
1582년(선조 15년) 식년시(式年試) 생원에 3등(三等) 41위로 입격했으며 성균관에서 수학하였다.
1594년 예조에 문묘(文廟)의 춘향(春享)이 가까왔으니 간략하게나마 예를 드려야 한다고 상소하였으나, 선조임금은 제물 마련이 어렵다는 이유로 거절당했다. 그해 관학(館學)에서 천거하여 1594년(선조 27) 선공감 감역(繕工監監役)에 제수되고 1595년(선조 28) 사복시 주부(司僕寺主簿)에 제수되었다. 1596년(선조 29) 비안현감(比安縣監)을 맡았다가 임기가 차서 돌아왔다.
임진왜란이 평정된 뒤 대가(大駕)가 한성으로 되돌아오자, 그는 첫번째로 성균관에 들어가 대성전(大成殿)이 불탄 것을 안타깝게 여기고는 상소를 올려 중건(重建)할 뜻을 청하여 선조임금이 이를 따랐다. 1599년 문묘(文廟)가 복구되니 그의 힘이었다 한다.
1601년(선조 34) 10월 27일 강음 현감(江陰縣監)에 제수, 발령되었다가 1604년 체직되었다. 1608년(선조 41) 선조대왕국장도감 낭청(宣祖大王國葬都監郞廳)으로 특별히 임명되었다. 1613년(광해군 5) 의영고 주부(義盈庫主簿)가 되고 동년 7월 외직으로 나가서 양천 현령(陽川縣令)으로 부임했다가 2년 만에 해임되다. 1616년(광해군 8) 가을 가솔을 이끌고 경북 선산으로 낙향해 우거(寓居)하였다. 그는 농가에서 살았다 한다.
그가 구미의 다봉(多蓬)에 자리를 잡았을 때 그는 그곳의 산세며 지세가 썩 마음에 들었다. 다봉은 쑥대가 많아 그렇게 불렸고, 변음되어 다붓·다복으로도 불렸다. 이민선은 마을 뒷산 이름인 북봉(北峰)을 호로 삼았다 한다.
그는 성품이 자상(慈祥)하고 지기(志氣)가 온화했고, 남의 잘못을 말하지 않았으며, 술 마시는 것을 좋아하지 않았다 한다. 1624년(인조 2) 4월 병에 걸려 1626(인조 4) 5월 9일 정침(正寢)에서 사망했다. 동년 9월 4일 선산군 남면(南面), 선산군 치소 남쪽 금오산(金烏山) 아래 유좌 묘향(酉坐卯向)의 언덕에 장례하였다. 묘지명(墓誌銘)은 여헌 장현광(張顯光)이 지었고, 묘갈문(墓碣文)은 신독재 김집(金集)이 지었으며, 신도비문은 우암 송시열이 지었다. 신도비는 후일의 경상북도 구미시 광평동 531-2번지, 광평동행정복지센터 뒤편에 있으며, 구 신도비와 신 신도비가 앞뒤로 있다. 
아들 이상일의 출세로 1664년 증(贈) 병조참판 겸 동지의금부사에 추증되었다.

## 기타
아들 이상일은 김장생(金長生)의 문인이다.
그의 후손들은 구미시 광평동 다송(多松)마을 주변에 세거하였다. 구미시 광평동, 봉곡동 일대에 거주하였다.
이웃 지역의 입향조 박수홍은 그의 외손이다.
우암 송시열의 장인 도사 이덕사(李德泗)의 외삼촌이다. 송시열은 장인 이덕사로부터 그의 행적을 전해듣고 신도비문을 짓게 되었다 하였다.

## 가족 관계
- 아들 : 이상일(1600~1674)
- 외손 : 박수홍(朴守弘, 1588~1644), 경주부윤

## 참고 문헌
- 《여헌집》, 《송자대전》, 《신독재유고》, 《청음집》